# Мотовилівка (станція)
Мотовилівка — проміжна станція 4-го класу Київської дирекції Південно-Західної залізниці (Україна), розміщена на дільниці Фастів I — Київ-Волинський між зупинними пунктами Білки (відстань — 1 км) і Корчі (2 км). Відстань до ст. Фастів I — 17 км, до ст. Київ-Волинський — 40 км..

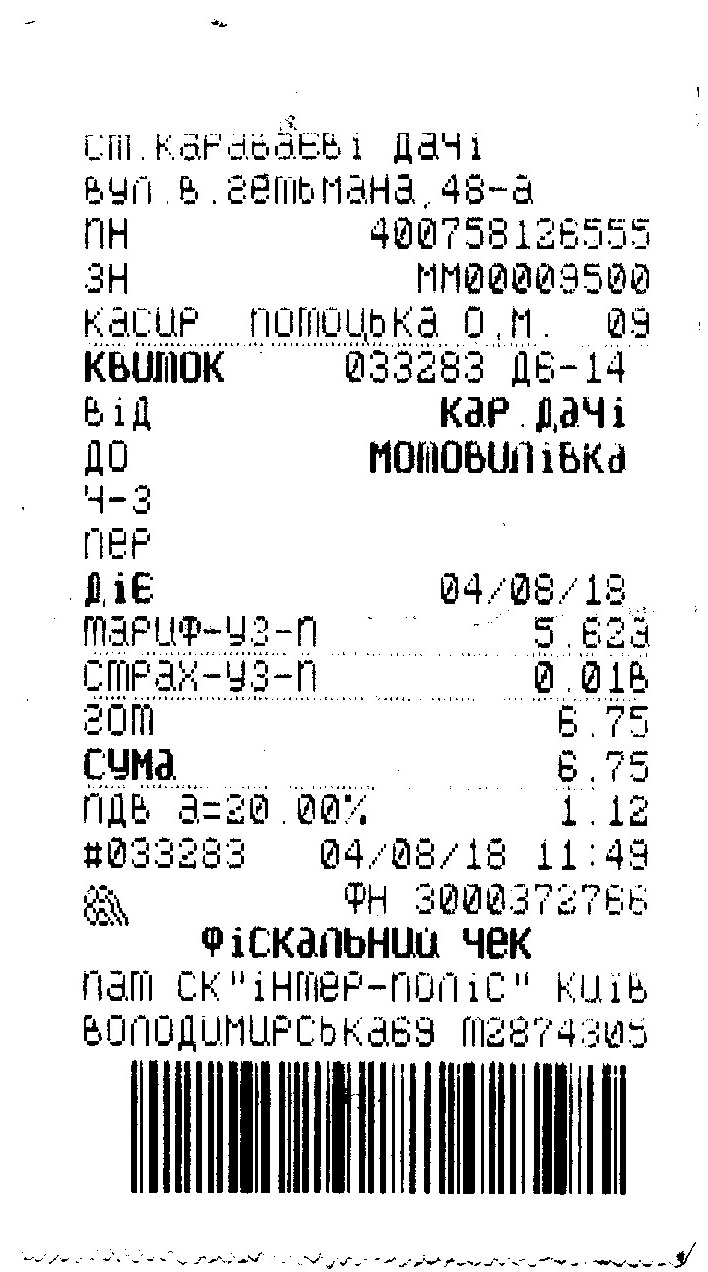
Дитячий квиток на приміський електропоїзд від станції «Караваєві Дачі» до станції «Мотовилівка». 4 серпня 2018

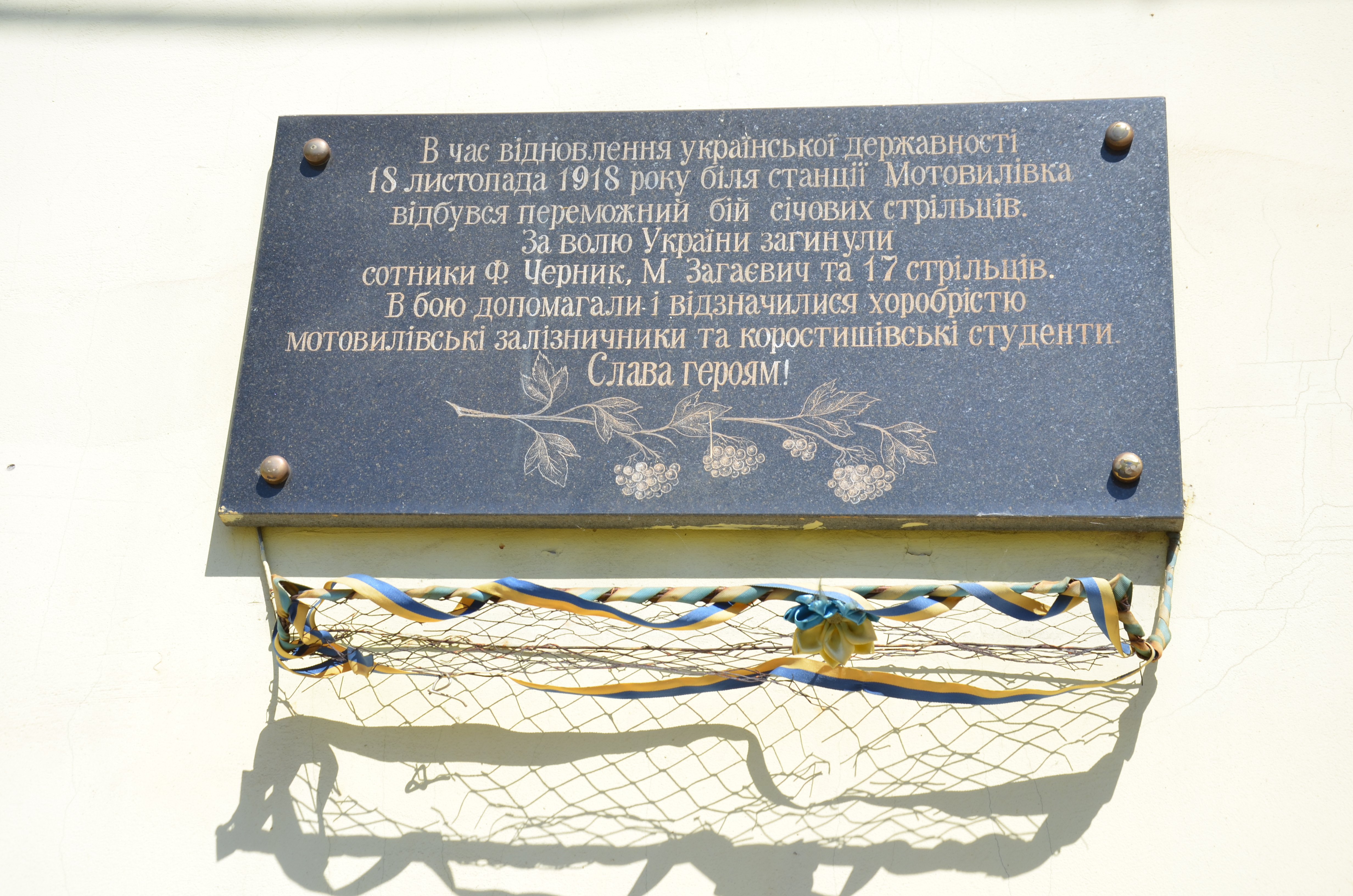
Меморіальна табличка на станції Борова

Розташована в смт. Боровій Фастівського району Київської області.
Станція відкрита 1870 року. У той час вживалися дві паралельні назви — власне Мотовилівка та Борова. 1955 року було електрифіковано дільницю Васильків I — Мотовилівка, тож станція до 1958 року, поки не було електрифіковано дільницю до Фастова, була кінцевою для електропоїздів, що прямували з Києва. Поруч працює залізничний переїзд, до р. Стугна 700 м. Від станції ходять автобуси до Києва, Мотовилівки. З північного боку Мотовилівський ліс.
1918 року неподалік від станції відбулася битва під Мотовилівкою.